# 추크역
추크역(독일어: Bahnhof Zug)은 스위스 추크주의 주도인 추크 지자체에 서비스를 제공한다.
1897년에 개장한 이 역은 스위스 연방 철도가 소유, 운영하고 있다. 취리히-루체른 철도와 고트하르트 철도와 연결되는 탈빌-아스-골다우 철도 사이의 교차점을 형성한다.
매일 약 46,000명의 사람들이 역을 통과한다.

## 위치
추크역은 도시 중심부의 반호프플라츠에 위치하고 있으며, 추크 호수 기슭에서 가까운 거리에 있다.

## 역사
추크의 첫 번째 기차역은 1863-1864년에 건축가 프리드리히 야콥 바너에 의해 지금의 분데스플라츠에 건설되었다. 캄과 크노나우 방향에서만 갈 수 있는 종착역이었다. 추가 교차로가 있으면 기차가 회전할 수 있다. 1897년에는 탈빌을 경유하여 취리히와 아트-골다우로 가는 철도가 개통되면서 역이 현재 위치로 옮겨져야 했다. 원래의 역 건물은 취리히 볼리스호펜에서 해체 및 재건되었다.
2001년과 2004년 사이에 재설계된 역 건물 이 역에 약 6,500만 스위스 프랑의 비용으로 건설되었다. 건축 면적은 약 6500m²이다.
재설계된 건물은 창고로 사용되는 지하, 거리 수준의 소매 공간과 플랫폼 수준의 소매 공간, 그리고 위의 3개 층의 사무실 공간으로 구성된다. 상가에는 총 14개의 매장이 입점해 있다. 역 입구의 새로운 통로는 보행자가 중앙 홀에 더 쉽게 도달할 수 있도록 특별히 제작되었다. 또한 별도의 그라펜나우와 메탈리 구역에 더 쉽게 도달할 수 있다. 자전거 타는 사람들을 위해 새로운 쉼터가 건설되었다. 새로 만들어진 반호프플라츠는 버스 회전 구역 역할을 한다. 스테이션 내의 특정 위치에서 무선 LAN을 통한 인터넷 연결도 있다.
황혼이 시작될 때부터 23:00시까지 역 건물은 예술가 제임스 투렐(James Turrell)의 조명 설치로 밝혀진다. 이를 위해 남측 유리 파사드에는 형광등을 설치하여 빨강, 초록, 파랑의 색을 혼합하여 색을 연출할 수 있도록 하였다. 조명 요소의 제어 시스템은 추운 날씨가 오래 지속되는 동안 기술적인 문제를 겪을 수 있으므로 이러한 날씨에는 설치가 중단된다.
2005년 10월 19일 역은 건축과 조명 설치로 브루넬상을 받았다.

## 레이아웃
역에는 7개의 선로가 있는데, 그중 하나는 종착선이고, 나머지 6개는 통과선이다. 전체적으로 측면 플랫폼과 3개의 아일랜드 플랫폼이 있으며, 그중 하나는 쐐기 모양으로 배치된다. (트랙 3/4). 나머지 섬 플랫폼 중 하나는 트랙 1의 헤드 트랙 상태로 인해 부분적인 측면 플랫폼이다.

## 운행편
2021년 12월 시간표 변경에 따라 추크에서 다음 서비스가 정차한다.
- 유로시티 : 취리히 중앙역과 볼로냐 센트랄레, 제노바 피아자 프린치페, 밀라노 첸트랄레 또는 베네치아 산타루치아 사이를 하루에 10번 운행한다.
- 인터시티 : 취리히 중앙역과 루가노 간 2시간 간격 운행.
- 인터레기오 :
  - 취리히 중앙역과 루체른 사이를 매시간 운행한다.
  - 콘스탄츠와 루체른 사이를 매시간 운행한다.
  - 취리히 중앙역과 로카르노 사이에서 2시간 간격으로 운행한다.
- 루체른 S-반 S1 / 추크 슈타트반 S1 : 로트크로이츠와 바르 사이를 15분 간격으로 운행하며 다른 모든 열차는 로트크로이츠에서 주르제까지 계속 운행한다.
- 추크 슈타트반 S2 : 바르 린덴파크와 에르스트펠트 사이를 매시간 운행한다.
- 취리히 S-반 :
  - S5 : 패피콘 SZ까지 30분 간격 운행
  - S24 : 빈터투어까지 30분 간격, 빈터투어 타인겐 또는 바인펠덴까지 기차가 계속 운행된다.

## 인터체인지
역은 추크 슈타트반의 주요 허브이며 취리히 S-반의 일부이기도 하다.
역 외부의 반호프츨라츠는 추커란트 교통 회사(ZVB)의 광범위한 지역 대중교통 네트워크의 초점이며, 285개의 정거장과 197km의 총 경로가 있다.

## 관광
젊은 지역 주민들은 정기적으로 추크의 기차역을 사교 모임 장소로 사용한다. 플랫폼 4와 5에서 연장된 계단은 개인이 모일 수 있는 공간으로 작용한다. 상점, 키오스크 및 식품 상점과의 근접성은 특히 인근 편의시설과 공원이 상대적으로 높은 집중도를 고려할 때 지역 청소년들 사이에서 역의 인지도를 높이는 데 도움이 된다. 역 바로 남쪽에 위치한 Mr. Pickwick Pub은 국외 거주자와 현지인 모두에게 인기가 있다. 알펜슈트라세와 평행하게 위치한 펍은 쉽게 접근할 수 있으며 영어를 구사하는 직원을 추크의 국제 사회를 끌어들이는 수단으로 활용한다.

## 같이 보기
- 스위스의 철도